# Pärnu
Pärnu (en alemán: Pernau; en ruso: Пярну) es una ciudad estonia ubicada al suroeste del país, en las orillas del golfo de Riga, y capital del condado de Pärnu. Se trata de la cuarta ciudad más habitada de la República de Estonia con unos 47 000 habitantes, y es reconocida como principal destino vacacional en el país por su playa de arena blanca, los balnearios y el río Pärnu que cruza el casco histórico.

## Historia

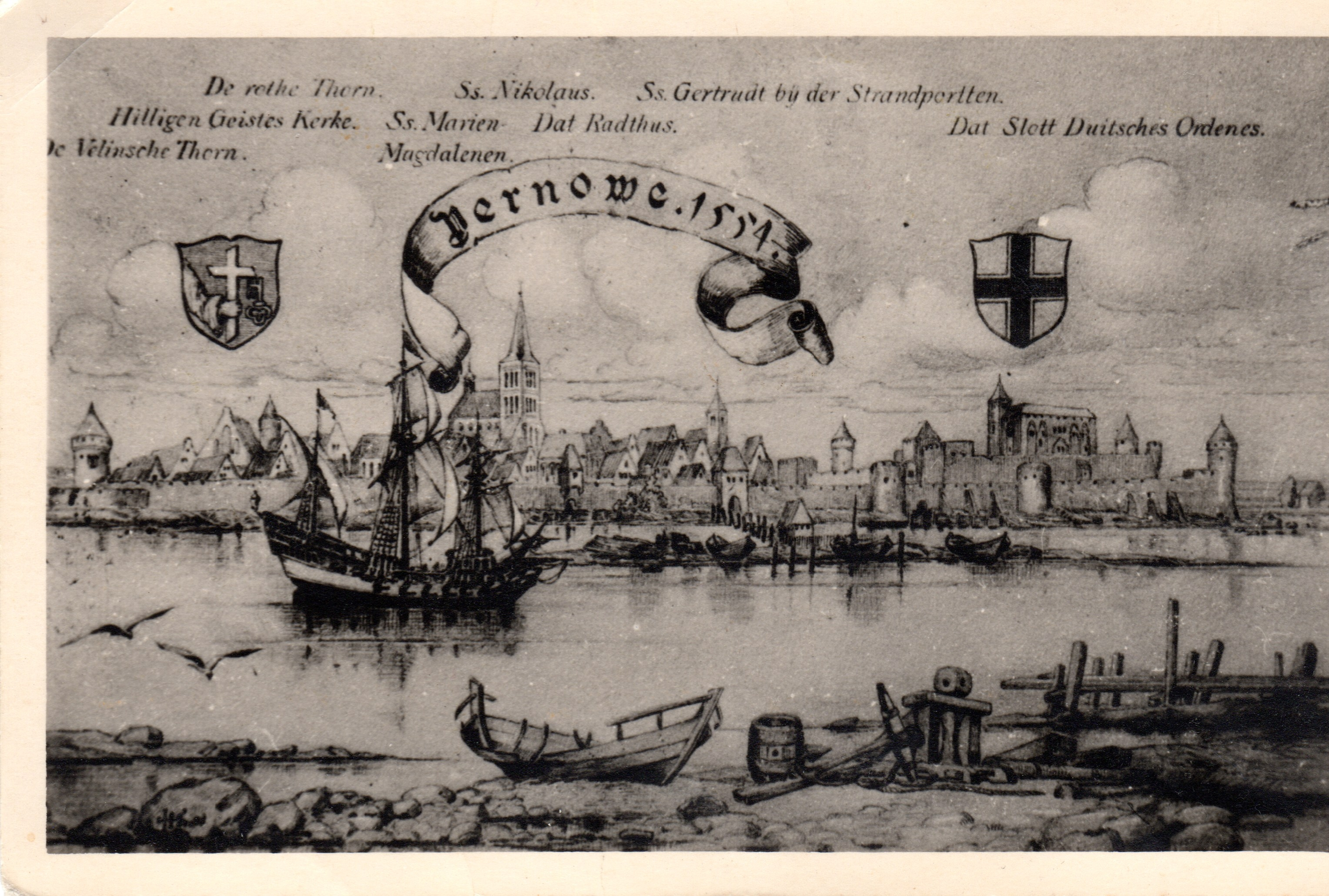
Representación de Pärnu (1554).

Antes de su fundación oficial, hubo ejemplos de asentamientos a las orillas del río Pärnu que según el ayuntamiento se remontan al IX milenio antes de Cristo. El cartógrafo Al-Idrisi llegó a mencionar la existencia del «río Bernu» en la Tabula Rogeriana.
Se establece 1251 como fecha oficial de fundación: el obispo de Ösel–Wiek inauguró ese año la villa de Perona o Alt-Pernau en el margen derecho del río Pärnu, destruida al poco tiempo. En 1265, los caballeros de la Orden Livona fundaron en el margen izquierdo la villa de Embeke o Neu-Pernau y sobre ella construyeron una fortaleza. La ciudad se convirtió en el siglo XIV en enclave de la ruta Hanseática hacia Nóvgorod.
Las guerras polaco-suecas tuvieron efectos sobre el control de la ciudad, disputada entre la República de las Dos Naciones y la Livonia Sueca. Durante la Gran Guerra del Norte, los suecos trasladaron la Universidad de Dorpat a Pernau desde 1699 hasta 1710. Finalmente, la capitulación de Estonia y Livonia supuso la integración del enclave en el Imperio Ruso. Con la aprobación del tratado de Nystad en 1721, quedaría integrada en la gobernación de Livonia.
Durante el siglo XIX la ciudad se desarrollaría gracias a la inauguración del establecimiento de baños en 1838, al desmantelamiento de las fortificaciones y a la conexión ferroviaria con Valga. Los baños de barro y el edificio neoclásico que los acoge siguen siendo el mayor atractivo turístico de la localidad.
El 23 de febrero de 1918, los representantes del Comité de Salvación estonio leyeron desde el teatro Endla la declaración de independencia de Estonia, oficializada un día después en Tallin. Desde entonces Pernau fue rebautizada con el nombre estonio de Pärnu, que ha mantenido hasta el día de hoy. En la Segunda Guerra Mundial fue atacada tanto por el ejército nazi como por el Ejército Rojo, y desde 1944 hasta 1991 quedó integrada en la RSS de Estonia, Unión Soviética. Tras la reinstauración de la independencia de Estonia, Pärnu se ha convertido en un destino turístico.

## Geografía

### Ubicación
Pärnu está ubicada en el suroeste de Estonia, en un área de 32 km² a tan solo 10 metros sobre el nivel del mar. La ciudad está atravesada por el río Pärnu que desemboca en el golfo de Riga, siendo la segunda ciudad más importante de ese territorio después de la capital letona.
La ciudad se encuentra a 128 km de distancia de la capital Tallin y a 180 km de Riga.

### Clima
La ciudad presenta un clima continental húmedo. Las temperaturas son relativamente más suaves que en el interior de Estonia, pues la ciudad se encuentra prácticamente a pie de costa: inviernos relativamente fríos, con una media de −3.5 °C, y veranos templados con medias de 22 °C y máximas superiores a los 30 °C. Hay una media anual de 1800 horas de sol, muy reducidas durante el invierno.
| Parámetros climáticos promedio de Pärnu (1991–2020) | Parámetros climáticos promedio de Pärnu (1991–2020) | Parámetros climáticos promedio de Pärnu (1991–2020) | Parámetros climáticos promedio de Pärnu (1991–2020) | Parámetros climáticos promedio de Pärnu (1991–2020) | Parámetros climáticos promedio de Pärnu (1991–2020) | Parámetros climáticos promedio de Pärnu (1991–2020) | Parámetros climáticos promedio de Pärnu (1991–2020) | Parámetros climáticos promedio de Pärnu (1991–2020) | Parámetros climáticos promedio de Pärnu (1991–2020) | Parámetros climáticos promedio de Pärnu (1991–2020) | Parámetros climáticos promedio de Pärnu (1991–2020) | Parámetros climáticos promedio de Pärnu (1991–2020) | Parámetros climáticos promedio de Pärnu (1991–2020) |
| Mes                                                 | Ene.                                                | Feb.                                                | Mar.                                                | Abr.                                                | May.                                                | Jun.                                                | Jul.                                                | Ago.                                                | Sep.                                                | Oct.                                                | Nov.                                                | Dic.                                                | Anual                                               |
| --------------------------------------------------- | --------------------------------------------------- | --------------------------------------------------- | --------------------------------------------------- | --------------------------------------------------- | --------------------------------------------------- | --------------------------------------------------- | --------------------------------------------------- | --------------------------------------------------- | --------------------------------------------------- | --------------------------------------------------- | --------------------------------------------------- | --------------------------------------------------- | --------------------------------------------------- |
| Temp. máx. abs. (°C)                                | 9.0                                                 | 8.3                                                 | 18.1                                                | 26.2                                                | 31.2                                                | 32.6                                                | 34.1                                                | 33.4                                                | 28.0                                                | 22.4                                                | 12.6                                                | 10.3                                                | 34.1                                                |
| Temp. máx. media (°C)                               | −0.8                                                | −1.0                                                | 3.0                                                 | 10.2                                                | 16.7                                                | 20.2                                                | 23.0                                                | 21.8                                                | 16.6                                                | 9.9                                                 | 4.3                                                 | 1.1                                                 | 10.4                                                |
| Temp. media (°C)                                    | -3.0                                                | -3.7                                                | -0.5                                                | 5.4                                                 | 11.4                                                | 15.4                                                | 18.3                                                | 17.2                                                | 12.5                                                | 6.8                                                 | 2.2                                                 | -0.9                                                | 6.8                                                 |
| Temp. mín. media (°C)                               | −5.5                                                | −6.6                                                | −3.7                                                | 1.2                                                 | 6.1                                                 | 10.7                                                | 13.6                                                | 12.8                                                | 8.6                                                 | 3.8                                                 | 0.0                                                 | −3.1                                                | 3.2                                                 |
| Temp. mín. abs. (°C)                                | −34.8                                               | −34.3                                               | −28.5                                               | −19.7                                               | −5.3                                                | −0.1                                                | 3.4                                                 | 2.6                                                 | −4.7                                                | −10.9                                               | −22.2                                               | −34.5                                               | −34.8                                               |
| Precipitación total (mm)                            | 61                                                  | 49                                                  | 43                                                  | 40                                                  | 39                                                  | 78                                                  | 74                                                  | 84                                                  | 61                                                  | 83                                                  | 73                                                  | 71                                                  | 756                                                 |
| Días de precipitaciones (≥ 1 mm)                    | 12                                                  | 9                                                   | 10                                                  | 8                                                   | 7                                                   | 9                                                   | 10                                                  | 10                                                  | 11                                                  | 12                                                  | 14                                                  | 14                                                  | 126                                                 |
| Horas de sol                                        | 38.8                                                | 69.6                                                | 148.2                                               | 210.1                                               | 300.3                                               | 293.5                                               | 306.4                                               | 258.6                                               | 172.8                                               | 95.5                                                | 36.5                                                | 24.3                                                | 1954.6                                              |
| Humedad relativa (%)                                | 88                                                  | 87                                                  | 81                                                  | 73                                                  | 68                                                  | 73                                                  | 75                                                  | 78                                                  | 82                                                  | 86                                                  | 89                                                  | 89                                                  | 80.8                                                |
| Fuente: Estonian Weather Service                    |                                                     |                                                     |                                                     |                                                     |                                                     |                                                     |                                                     |                                                     |                                                     |                                                     |                                                     |                                                     |                                                     |

## Demografía
Con una población de 40 700 habitantes según el censo de 2017, Pärnu es la cuarta ciudad más habitada de Estonia.
En lo que respecta a grupos étnicos, los estonios son mayoría (83%) y hay una destacable comunidad rusa (12,78%). El resto de comunidades son minoritarias entre ucranianos (1,6%), fineses (0,6%) y bielorrusos (0,4%). En el uso de lengua nativa se da una composición similar: los hablantes de estonio representan el 82,7% de la población y los hablantes de ruso suponen más del 15%. En tiempos de la Unión Soviética, Pärnu no se vio afectada por la rusificación pero sí era un destino vacacional de artistas del pueblo, doctores y militares retirados.

## Turismo

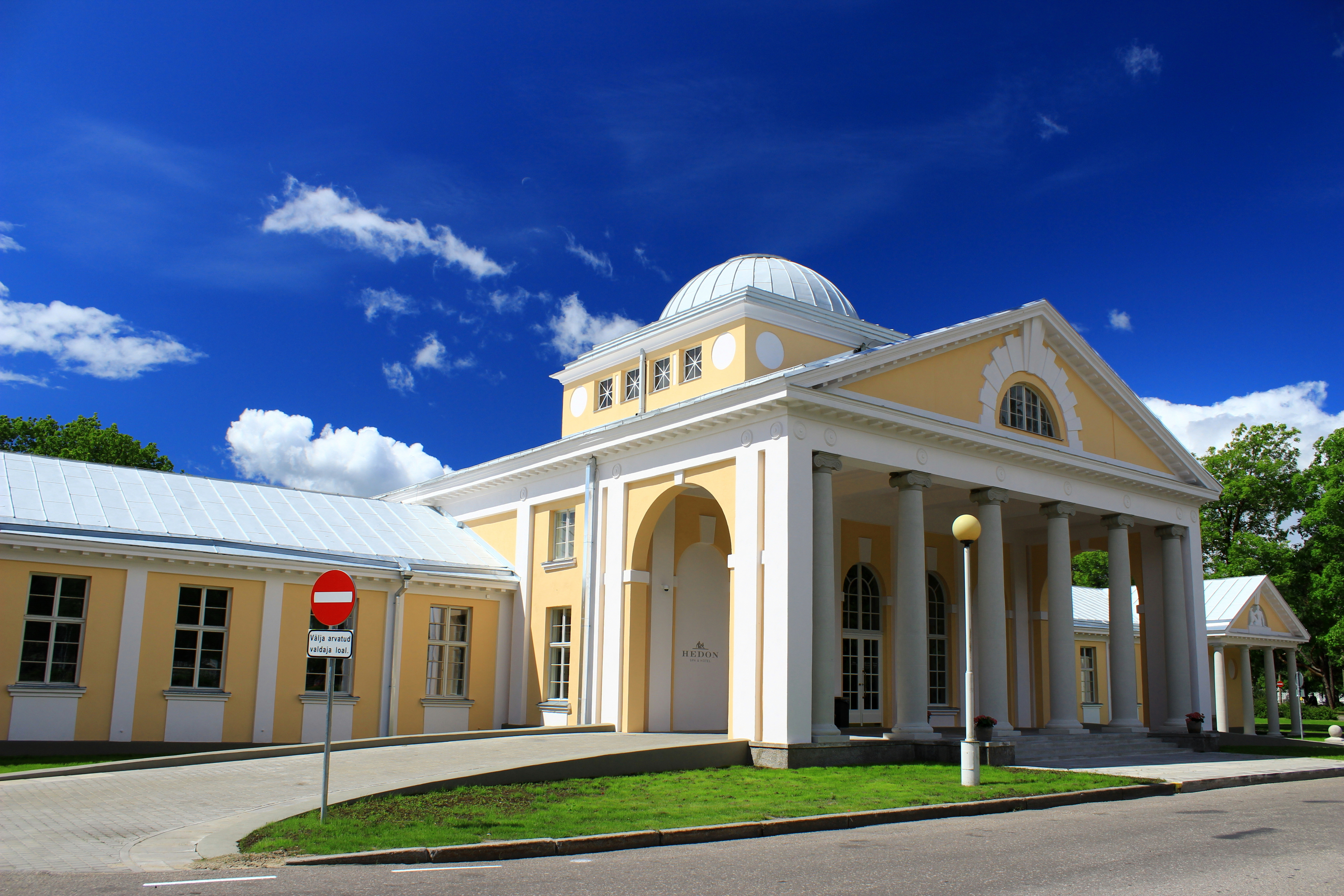
Edificio de la casa de baños de Pärnu.

Pärnu es uno de los principales destinos turísticos de Estonia, conocido por sus casas de baños y por la playa. Dado que el clima local es más suave que en otras partes del país, a nivel nacional está considerada «la capital del verano». La mayoría de los visitantes extranjeros son fineses, suecos y rusos. 
El principal atractivo de esta localidad son los balnearios. La casa de baños de Pärnu data de 1838; su edificio, de inspiración neoclasicista, fue diseñado por Olev Siinmaa y construido en 1927, en reemplazo del bloque original de madera que había quedado destruido después de la Primera Guerra Mundial. Durante la Unión Soviética funcionó como sanatorio público, pero actualmente es un hotel que ofrece tratamientos terapéuticos. A lo largo de la costa hay numerosos centros de spa. 
Toda la industria turística actual se ha desarrollado a partir de los años 1990. Anteriormente el puerto de Pärnu estaba cerrado a los extranjeros y solo se utilizaba para pescar, si bien las playas estaban abiertas al público. Sin embargo, con la independencia los balnearios fueron privatizados y se invirtieron fondos para restaurar el casco histórico, así como para desarrollar la costa y su paseo marítimo. 
Otros edificios importantes son el complejo Ammende Villa, la casa consistorial, la iglesia católica de Santa Catarina y la puerta de la ciudad. 
Desde 2015, Pärnu es una de las sedes del evento de música electrónica Weekend Festival.

## Transporte
El transporte de Pärnu depende del vehículo privado y de la red de autobuses urbanos, con un total de 14 líneas que conectan todos los barrios y que son competencia del condado de Pärnu. En cuanto a la red vial, está conectada a la carretera europea E-67 y a las carreteras nacionales 4 (Tallin), 5 (Rakvere) y 6 (Valga). Por tren 
El aeropuerto de Pärnu (IATA: EPU) apenas se utiliza: solo está abierto a vuelos privados, transporte y destinos regionales. La ciudad se encuentra a menos de dos horas de Tallin en autobús.

## Ciudades hermanadas
- Gran, Noruega.
- Helsingborg, Suecia.
- Helsingor, Dinamarca.
- Jelgava, Letonia.
- Ocean City, Estados Unidos.
- Oskarshamn, Suecia.
- Portsmouth (Nuevo Hampshire), Estados Unidos.
- Šiauliai, Lituania.
- Siofok, Hungría.
- Sochi, Rusia.
- Södertälje, Suecia.
- Vaasa, Finlandia.

## Ciudadanos ilustres
- Georg Wilhelm Richmann (1711-1753): físico.
- Gustav Fabergé (1814-1893): joyero.
- Johann Voldemar Jannsen (1819-1890): poeta y periodista, autor del himno estonio.
- Lydia Koidula (1843-1886): poeta.
- Fiódor Martens (1845-1909): diplomático ruso.
- Olev Siinmaa (1881-1948): arquitecto.
- David Óistraj (1908-1974): violinista ruso.
- Salme Reek (1907-1996): actriz.
- August Sang (1914-1969): poeta y traductor.